# 남해여자중학교
남해여자중학교(南海女子中學校)는 대한민국 경상남도 남해군 남해읍 서변리에 있는 공립 중학교이다.

## 학교 연혁
- 1955년 6월 20일 : 남해여자중학교 설립 인가, 3년제 6학급
- 1987년 3월 9일 : 현 위치 이전
- 2002년 2월 8일 : 별관(급식소) 신축 완공
- 2004년 3월 2일 : 교기(유도) 지정
- 2009년 2월 27일 : 체육관 개관
- 2023년 2월 10일 : 제67회 졸업식(졸업생 수 83명, 누계 10,954명)
- 2023년 3월 1일 : 10학급(특수 1) 편성
- 2023년 3월 2일 : 2023학년도 제70회 입학(신입생 74명)
- 2023년 9월 1일 : 제26대 공기주 교장 부임

## 참고 자료
- 남해여자중학교 - 한국교육학술정보원 학교알리미